# Roger Maris
Roger Eugene Maris (ur. 10 września 1934 w Hibbing, zm. 14 grudnia 1985 w Houston) – amerykański baseballista, który występował na pozycji prawozapolowego w Major League Baseball przez 12 sezonów.

## Przebieg kariery
W 1953 roku podpisał wart 15 000 dolarów kontrakt z Cleveland Indians. Początkowo grał w rezerwowych zespołach Indians, między innymi w Indianapolis Indians. W MLB zadebiutował 16 kwietnia 1957. W pierwszym sezonie występów w Cleveland Indians zdobył 14 home runów i zaliczył 51 RBI. W 1958 roku w ramach wymiany trafił do Kansas City Athletics. Rok później po raz pierwszy został wybrany do Meczu Gwiazd MLB. 11 grudnia 1959 brał udział w kolejnej wymianie zawodników pomiędzy klubami Athletics oraz New York Yankees.
W sezonie 1960 (pierwszym w Yankees), Maris był najlepszy w lidze w klasyfikacji zdobytych RBI (112) oraz w slugging percentage (0,581). Po raz drugi wystąpił w All–Star Game i został wybrany MVP American League. 1 października 1961 roku, w ostatnim meczu sezonu, Maris pobił rekord zdobytych home runów (61), ustanowiony w 1927 przez Babe'a Rutha; w tym samym roku został najbardziej wartościowym graczem sezonu po raz drugi z rzędu. W 1961 i 1962 ponownie wybierano go do Meczu Gwiazd. W 1965 roku odniósł kontuzję nadgarstka, która wykluczyła go z większości sezonu. Z New York Yankees dwukrotnie wygrał World Series.
8 grudnia 1966 podpisał kontrakt z St. Louis Cardinals. Rok później Cardinals wygrali World Series po raz ósmy w historii klubu. W 1968 zakończył karierę.

## Późniejszy okres
22 lipca 1984 wziął udział w ceremonii zastrzeżenia numeru 9, w którym występował w New York Yankees. Zmarł na ziarnicę 14 grudnia 1985 w wieku 51 lat.

## Nagrody i wyróżnienia
| Nagroda/wyróżnienie           | Lata                                            | Źródło |
| 2× MVP American League        | 1960, 1961                                      | [ 3 ]  |
| 7× All-Star                   | 1959², 1960¹, 1960², 1961¹, 1961², 1962¹, 1962² | [ 4 ]  |
| Gold Glove Award              | 1960                                            | [ 5 ]  |
| 3× zwycięzca w World Series   | 1961, 1962, 1967                                | [ 6 ]  |
| # 9 zastrzeżony przez Yankees | 1984                                            | [ 7 ]  |